# 戦え!スポーツ内閣
『戦え!スポーツ内閣』（たたかえ スポーツないかく）は、毎日放送（MBS）で放送していたスポーツバラエティ番組 である。制作局の毎日放送では2015年から単発の特別番組として3回放送された後、2016年10月5日から2020年9月23日まで毎週水曜日の23:58 - 翌0:53（JST）に放送された。

## 概要
「2020年東京オリンピック・パラリンピックに向けて、日本のスポーツ界の地位向上と発展を、大阪から真剣に考える」というコンセプトの下に、毎回1つの種目をテーマに設定。スタジオ収録では、ドーナツ状のテーブルに沿って着席した出演者による討論や、新旧のゲストアスリートによる「セルフ解説」（自身のプレー映像を用いた自己解説）などを通じて建設的な提言を導き出していた。その一方で、（GAORAを含む）毎日放送グループが放送や開催に携わるスポーツイベント（選抜高等学校野球大会・全国高校ラグビー・世界陸上など）を盛り上げる企画や、出演者がスタジオやロケでスポーツの迫力や技術を体感できる企画を随時実施。スポーツの強豪校・名門校とされている関西地方の大学や、野球・ラグビー以外の学生スポーツに焦点を当てることもあった。
番組の収録は毎日放送本社（大阪市北区茶屋町）内のスタジオで実施していたが、スポーツ関連のロケや生放送を実施することもあった。
毎日放送が種目横断型の本格的なスポーツ番組をテレビのレギュラー番組として編成する事例は、『カワスポ』シリーズの終了（2014年10月10日）以来2年振り。番組のタイトルに「内閣」を冠していることから、総合司会の武井壮には「議長」、副司会の小杉竜一（ブラックマヨネーズ）には「長官」、それ以外の出演者（コメンテーター）には「～大臣」という肩書を用いる。さらに、宮前徳弘がレギュラーで出演。「MBSスポーツ解説委員」として本編に登場するほか、レギュラー化当初は、「スポーツのおっちゃん」（毎日放送制作のテレビ番組『ちちんぷいぷい』でも使用している愛称）として「スポーツのおっちゃんの部屋」（エンディング間際に1分間放送されていたコーナー）も担当していた。
2019年5月2日放送分から、タイトルロゴやオープニングムービーを一新。同年10月10日放送分からは、ナジャ・グランディーバが「秘書」という肩書でレギュラーメンバーに加わった。
さらに、東京オリンピック・パラリンピックの開催が予定されていた2020年には、「燃えよ!情熱内閣!」と称するシリーズ企画を1月15日放送分から開始。現役のアスリートにとどまらず、競技の第一線から退いた視聴者や、現役アスリートの家族にも焦点を当てていた。しかし実際には、年頭から新型コロナウイルスへの感染が世界規模で拡大している影響で、オリンピック・パラリンピックとも開催を1年程度延期することが3月24日に決定。当番組は、延期後の開催を待たずに9月第4週でレギュラー放送を終了した。ただし、実際には「第1次スポーツ内閣解散」 と扱われていて、今後の放送再開に含みを残している。なお、MBSでは10月第2週から、当番組の時間帯に放送するレギュラー番組の制作を休止。TBSテレビ制作番組の遅れネット枠に転換しているが、他のネット局での対応は局によって異なる。

## 出演者
本編のスタジオ収録では円卓を使用。国会の本会議場になぞらえて、出演者の座席の前に、氏名と肩書（「～大臣」など）を白文字で記した茶色の縦型ネームプレートを立てていた。

### レギュラー放送の終了時点（2020年1月15日放送分以降）

#### 「スポーツ内閣」のレギュラーメンバー
- 議長（総合司会）：武井壮（陸上競技・十種競技選手、スポーツコメンテーター）
- 長官（副司会）：小杉竜一（ブラックマヨネーズ）
- 秘書：ナジャ・グランディーバ（通常の「ゲスト」としての出演を経て2019年10月10日放送分から加入）

2020年1月以降の公式サイトでは、以上3名をレギュラーメンバーとして扱っていた。
- 大臣（コメンテーター）
  - 神スウィング大臣：稲村亜美（グラビアアイドル）
  - サッカー大臣：前園真聖（元プロサッカー選手、サッカー解説者）
  - 柔道大臣：篠原信一（元柔道日本代表選手・監督、スポーツコメンテーター、タレント）
  - アーティスティックスイミング大臣[注 1]：青木愛（元アーティスティックスイミング日本代表、スポーツコメンテーター）

稲村・青木は、レギュラー格でほぼ毎回出演。以上のメンバーに加えて、若干名のスポーツ関係者（新旧のアスリートなど）が、専門種目に応じた「大臣」として随時出演していた。例えば、2017年から随時出演している落合博満（元プロ野球選手、中日ドラゴンズ元・一軍監督およびゼネラルマネジャー）には、「プロ野球総理大臣」という肩書を付けていた。
2020年1月から放送を開始した「燃えよ!情熱内閣!」では、「情熱内閣リポーター」（競技の第一線から退いた一般の視聴者が参加するロケ企画「もう一度アスリート」のリポーター）という肩書で、副島淳などがロケとスタジオに登場することがあった。
「熱く語ろう!人生を変えたスポーツ」というテーマで放送された最終回には、武井、小杉、ナジャ、青木、稲村に加えて、ゲスト大臣の中で出演の頻度が特に高かった「（阪神）タイガース大好き大臣」の増田英彦（ますだおかだ）と「フィギュアスケート大臣」の安藤美姫（元フィギュアスケート選手）がスタジオに集結した。

#### その他のレギュラー出演者
- 宮前徳弘（毎日放送スポーツ局解説委員）
  - 上記の出演者と違って、ネームプレートには「MBSスポーツ解説委員」という肩書が記されていた。

#### 備考
毎日放送のスポーツアナウンサーは、本編で使用するスポーツ中継のアーカイブ映像（主に他局や著作権管理者からの提供分）向けに実況の吹き替えを随時担当。レギュラー陣に「ゲスト大臣」を交えたスポーツ挑戦企画で、進行や実況を任されることもあった。

### 過去
以下の人物はいずれも、出演時点で毎日放送のスポーツアナウンサー。「スポーツのおっちゃんの部屋」で交互に進行役を務めた。同コーナーの終了後も、他のスポーツアナウンサーと交互に、アーカイブ映像向けの実況の吹き替えなどを担当していた。
- 井上雅雄
- 金山泉

## 主な企画・コーナー
- セルフでヒーハー!
  - 新旧のアスリートを「ゲスト大臣」としてスタジオ収録に迎える際に放送。「ゲスト大臣」が、自身のプレーを収録した映像を見ながら、プレーの見どころ・テクニック・背景を「セルフ」（自身）で解説していた。「ゲスト大臣」が解説したいタイミングで映像の再生を停止できることが特徴。「ゲスト大臣」に代わって、武井がアスリートやファンの立場で停止させることもあった。
  - タイトルの「ヒーハー」は、小杉のギャグに由来。過去に放送済みの「セルフ解説」から厳選した総集編（セルフでヒーハースペシャル）だけで、番組の本編を構成することもあった。
  - 増田英彦（ますだおかだ）が「（with）Tigers大臣」という肩書でスタジオへ出演する場合には、「フリップでヒーハー!」というミニ企画も討論中に実施。増田が当該回のテーマにちなんだ小ネタをフリップに書いたうえで、トークのタイミングに応じてそのフリップを見せていた。
  - 2017年のNPB関西ダービー（阪神タイガースとオリックス・バファローズによるセ・パ交流戦）第2戦当日（6月7日）に生放送の「目指せ!日本シリーズで関西ダービースペシャル」では、当番組の「ゲスト大臣」である金子千尋（出演時点ではオリックス投手）と糸井嘉男（阪神外野手、2016年まで3年間オリックスに在籍）が関西ダービーで初めて対戦することにちなんで、事前収録による「予告でヒーハー!」というシミュレーション企画を初めて実施。第1戦（6月6日）での先発に向けて登板4日前（2日）に京セラドーム大阪で調整していた金子を武井が直撃したうえで、第1戦で糸井を攻略するための配球予想を聞き出した。ちなみに放送では、金子が予想した配球と、第1戦で実際に糸井と対戦した際の配球を映像を比較している。
- スポーツのおっちゃんの部屋
  - 本編とは別に毎日放送本社の編集室内で収録したコーナーで、2017年の初回（1月4日）までエンディング付近で放送。当番組放送週の後半（主に週末）に毎日放送がテレビ・ラジオでの中継を予定しているスポーツイベントや、同局が主催・後援するスポーツイベントの見どころを、「スポーツのおっちゃん」（宮前）と毎日放送のスポーツアナウンサー（井上または金山）が手書きのフリップを用いながら1分間で紹介していた。
  - 放送回によっては、「スポーツ内閣」のメンバーがロケ先から出演したり、本編との兼ね合いで割愛したりすることがあった。長崎放送への同時ネット開始を機に終了。以降は、当該回の制作に携わったスタッフ・会社名を記した静止画を映すことによって、番組を締めくくっていた。
- キラリート～Road to TOKYO 2020～
  - 2019年4月3日放送の『目指せ！東京五輪★関西女子学生アスリート特集（関西女子大生キラリートスペシャル）』から派生したVTRインタビュー企画。関西地方の高校・大学・実業団チーム・スポーツクラブから、2020年東京オリンピック・パラリンピックでの活躍が期待される10代後半 - 20代の選手1名を、「キラリート」として紹介していた。
  - 宮前が「キラリート」の推薦と解説を担当。MBSラジオのスポーツ番組（『亀山つとむのスポーツマンデー!』やナイターオフ期間中の『MBSベースボールパーク』など）でも、「キラリート」を随時ゲストに迎えていた。
- ナジャ秘書のヒショヒショ教えて
  - ナジャ・グランディーバの「秘書」起用を機にスタート。ナジャが街頭インタビューなどを通じて「（普通ならゲスト大臣に）ちょっと聞きにくい（大臣の専門種目・競技に関する）疑問」を集めた後に、スタジオで同席する「ゲスト大臣」へその疑問をぶつけていた。当初は不定期の企画として編成されていたが、後に毎回放送。
- 燃えよ!情熱内閣
  - 「スポーツに情熱を燃やすのは一流アスリートだけじゃない!」との触れ込みで2020年1月15日から放送を開始したシリーズ企画で、以下に記すミニ企画から構成。◎印を記した企画では、公式サイトの応募フォームを通じて、視聴者に参加の門戸を開いていた。タイトルの「情熱内閣」は、宮前がかつて制作に携わっていた『情熱大陸』（MBSテレビ制作の全国ネット番組）にちなむ。
    - 「もう一度アスリート」◎
      - 競技生活で後悔を残しながら第一線から退いた視聴者（もう一度アスリート）に対して、後悔につながった対戦やプレーでの雪辱を果たす機会を「情熱内閣リポーター」から提供するロケ企画。「もう一度アスリート」には、当時と同じ対戦相手との再戦へ臨ませる前に、番組側が設定する複数の条件を全て達成することを求めていた。ただし実際には、新型コロナウイルスへの感染拡大の影響でロケが困難になったため、事実上2回で終了した。

    - 「突撃!母ちゃんインタビュー」◎
      - 現役アスリートの本音を、本人に内緒でインタビュアーに扮した「母ちゃん」（実母）が聞き出すロケ企画。視聴者からの公募ではなく、当日のメインテーマにちなんで番組が注目したアスリートの親子企画として、単独で放送することもあった。「もう一度アスリート」と同様の事情で、事実上3回で終了。

    - 「アスリートを支える人へ『あなたに、ありがとう』」
      - プロのアスリートを支える職人やスタッフに対して、アスリート本人がメッセージビデオを通じて感謝の言葉を届ける企画。「突撃!母ちゃんインタビュー」と同様に、メインテーマの関連企画として単独で放送することもあった。

### 競技大会との連動企画
- 大阪マラソン
  - レギュラー放送開始直後の2016年10月30日には、当番組のPRを兼ねて、青木が第6回大会フルマラソンの部へ参加。当番組では、毎日放送が制作を担当するゴールダイジェスト番組の生放送（12:54 - 14:28）中に完走することを目標に掲げたうえで、青木が目標を達成した場合に青木・武井・小杉・稲村をグアム旅行へ招待することを予定していた。実際には、青木が5時間50分23秒で完走。ダイジェスト番組放送中のゴールには至らなかった[5] ものの、2017年1月には、三浦知良（横浜FC所属のプロサッカー選手）・山縣亮太（2016年リオデジャネイロ夏季オリンピック・陸上競技男子4×100mリレー日本チーム第1走者として銀メダルを獲得した短距離走選手）の自主トレーニング取材を兼ねたグアムロケ「戦え!スポーツ内閣inグアム」が実現した。なお、三浦によるグアムでの自主トレーニングの模様に密着した企画は、2018年にも前園の単独取材企画[注 3] として実施された。
  - 2017年11月26日に開催の第7回大会には、当番組からマラソン未経験の小杉[注 4] と、この年の東京マラソンでフルマラソンの部を5時間26分36秒で完走した稲村がチャレンジ・ラン（8.8km）へ参加（いずれも完走）。毎日放送制作のテレビ生中継（10:00 - 11:24[注 5]）に武井と増田がゲストで出演したほか、亀田大毅（大阪市出身の元プロボクサー）がこの大会でフルマラソンに初めて挑戦することを受けて、亀田への密着取材企画も実施した。さらに、一部のネット局を除いて、大会3日後（11月29日）のレギュラー放送を「大阪マラソンスペシャル」に充てている。
  - 2018年11月25日に開催の第8回大会では、私生活で「パパ（父親）」である「長官」の小杉、「野球大臣」の狩野恵輔（『MBSベースボールパーク』フィールドキャスター、元・阪神捕手および外野手）、「サッカー大臣」の加地亮（元・プロサッカー選手、DFやMFとしてガンバ大阪などでプレー）がフルマラソンに初挑戦。毎日放送が制作する大会のテレビ生中継（10:00 - 11:24[注 5]）には、当番組から武井がゲスト、稲村が沿道で狩野の家族に密着するリポーターとして出演した。小杉は30.6km地点で制限時間オーバーによる関門閉鎖の憂き目に遭ったが、加地は4時間28分54秒、狩野は5時間8秒というタイムでそれぞれ完走。当番組では、3人の練習風景、狩野・加地の家族への密着取材、生中継終了後などの映像を織り交ぜた「大阪マラソン42.195km完全密着『パパがんばるゾ!』」を、11月29日に放送した。
  - 2019年12月1日に開催の第9回大会では、当番組から「長官」の小杉がフルマラソンに2年連続で挑戦。「議長」の武井、「秘書」のナジャ、「K-1大臣」の皇治が、一部のコースを並走しながら小杉の挑戦を見届けた。前回大会の直後から週に1 - 2回ペースでの15km走などで体重をおよそ30kg減らした小杉は、大会のおよそ1ヶ月前に左足首を痛めながらも、5時間40分53秒というタイムで無事に完走[6]。当番組では、小杉による2017年からの挑戦の軌跡をまとめた「大阪マラソン完走への道　完全版」を、12月4日に放送した。
- 吉本陸上競技会（大阪府吹田市の万博記念競技場で2001年から年に1回収録 → 毎日放送でダイジェスト番組をテレビ放送）
  - よしもとクリエイティブ・エージェンシー所属の芸人だけによる陸上競技大会として始まったが、当番組開始前の2012年（第12回大会）から、「芸人チーム」に立ちはだかる「スーパーアスリートチーム」の一員として武井が出場。2017年の第17回大会では、よしもとクリエイティブ・エージェンシー以外の事務所に所属するタレントでは初めて、浅井企画所属の稲村が「芸人チームの助っ人」という扱いで競技に参加した。
  - 2018年の第18回大会では、「毎日放送が制作する番組の対抗戦」という要素が加わったことから、第17回大会までの「スーパーアスリートチーム」を「『戦え!スポーツ内閣』チーム」として事実上継承。「スーパーアスリートチーム」の主要メンバー（武井、当番組の「陸上大臣」でもある塚原直貴、エリック・ワイナイナ）に、「アーティスティックスイミング大臣」の青木、「ボクシング大臣」の長谷川穂積（元WBC3階級王者）、小林祐梨子（元・陸上中距離走および長距離走選手、女子陸上1500m日本記録保持者）を加えた6名で、「吉本陸上オールドチーム」「吉本陸上ヤングチーム」「『ちちんぷいぷい』チーム」「土曜日（『せやねん!』&『よしもと新喜劇』）チーム」と共に4つの種目（「5kmマラソン」「100m走」「2.25m走」「10km駅伝」）へ臨んだ。実際には、「10km駅伝」[注 6] 以外の競技で「『戦え!スポーツ内閣』チーム」（のメンバー）が1位を獲得したため、本格参戦1年目にして総合優勝に至った。なお、当番組名義でのチーム参加は2018年のみで、2019年（第19回大会）には「スーパーアスリートチーム」としての出場を再開。2020年には、新型コロナウイルスへの感染拡大の影響で大会自体が開催されないまま、当番組のレギュラー放送を終了した。

### 特別企画
- あなたがもう一度見たい野球人・星野仙一追悼スペシャル（毎日放送および同時ネット局で2018年1月31日に生放送）
  - 2018年1月4日に70歳で逝去した星野への追悼特別番組として、NPB全球団の春季キャンプ開始前夜に急遽編成。現役選手・監督時代のダイジェスト映像や、関係者へのインタビューを交えながらも、あえて楽しく振り返られるように構成されていた。ちなみに、資料映像の中には、星野が中日の監督時代に出演したテレビCMの映像も含まれていた。
  - スタジオパートでは、レギュラーの武井・小杉・青木・稲村に加えて、大学時代からの盟友だった田淵幸一や阪神監督時代の主力投手だった下柳剛が「野球大臣」として出演。また、阪神ファンを代表して、月亭八光がゲスト扱いで登場した。さらに、星野の監督時代に指導を受けた選手を代表して、中日OB（現役時代は捕手）の中村武志と、当時東北楽天ゴールデンイーグルスに在籍していた捕手の嶋基宏がVTRでメッセージを寄せた。
  - 星野と縁の深い地域のネット局のうち、故郷の岡山県では、山陽放送が毎日放送との同時ネットで生放送。生前最後に監督を務めた楽天球団の本拠地がある宮城県では、当時毎日放送や同時ネット局から1週間後に当番組を放送していた東北放送が、生放送と同時に収録した映像を2018年2月9日（8日深夜）に放送した。
- 放送100回記念　世界に挑戦!★生放送スペシャル（毎日放送および同時ネット局で2018年9月27日に生放送[注 7]）
  - 以下で記す海外ロケ企画を中心に放送。稲村以外のレギュラーメンバーがスタジオに集結したほか、通常はレギュラーを務める他局の生放送番組との兼ね合いで生放送への出演を見合わせている稲村も、生中継を通じて参加した。
    - 「世界マスターズ陸上inスペイン」
      - 2015年にリヨン（フランス）で開かれた第21回大会で、M40クラス（40 - 44歳）の4×100メートルリレー日本代表のアンカーとして金メダルを獲得した武井が、M45クラス（45 - 49歳）の同種目における世界記録（43秒42）達成を目標に、スペインでの第22回大会へ挑戦した模様を紹介。実際には、朝原宣治（元陸上競技選手、2008年北京オリンピック4×100メートルリレー銀メダリスト）をゲストに迎えた2018年7月18日放送分（「8月はアジア大会!陸上短距離9秒台ラッシュ待ちきれないスペシャル」）で、武井が日本代表チームの第1走者、朝原がアンカーとして挑戦することを揃って発表したため、日本国内での練習から3ヶ月にわたって密着取材を続けていた。
      - 大会では、日本代表チームが大差で優勝。前述した世界記録にわずか0.3秒届かなかったものの、武井は世界マスターズ陸上で自身2個目、北京オリンピックを最後に現役を退いた朝原は10年振りの世界大会出場でそれぞれ金メダルを獲得した[7]。

    - 「稲村亜美inアメリカ」
      - プロ野球選手顔負けの投球フォームでNPB公式戦での始球式を数多く経験している稲村が、過去の始球式で最高球速103km/hを2度にわたって記録したことを背景に、アメリカで球速100km/h以上のピッチングに臨んだ模様を紹介。滞在中には、前田健太（ロサンゼルス・ドジャース）へのインタビューを兼ねて、前田からピッチングの手ほどきを受けた。その後に、セントルイス・クレイトン高校のグラウンドで、小学生の捕手を相手にピッチングを披露。「1球だけのチャレンジ」という条件でのピッチングだったが、球速は83km/hにとどまった。
- スポーツ内閣仮想ドラフト会議（NPBドラフト会議の指名予想企画）
  - NPBドラフト会議（2019年まで毎年10月中 - 下旬の木曜日夕方に開催）の生中継をTBS系列（TBSテレビの制作）で放送することに関連した企画で、2017年から2019年まで会議前夜（水曜日）のレギュラー放送枠で実施。翌日のドラフト会議での指名が予想される高校・大学・社会人野球の選手から、出演者が意中の選手を指名する方式で、翌日の会議の行方を占った。
  - NPBのポストシーズン中に実施することから、「議長」の小杉（読売ジャイアンツのファン）や野球関連の「大臣」に加えて、オリックスに在籍した経験があって実施時点でポストシーズンとは無関係の現役選手（2019年から北海道日本ハムファイターズへ移籍した金子など）も参加。応援するチームや所属経験のあるチーム名を冠した仮想チーム（阪神ファンの増田の場合には「増田タイガース」）の代表者という設定で、「1巡目」→「2巡目」→「隠し玉」（世間での知名度や注目度が低くてもファンや関係者の立場で指名を勧めたい選手）の順に選手を指名した。「1巡目」と「2巡目」で指名した選手が重複した場合には、実際のドラフト会議と同じく、抽選箱での籤引きによって指名チームを確定。当たり籤を引けなかったチームには、別の選手を指名する権利が与えられた。
  - 2018年10月24日放送分の第2回では、「増田タイガース」が近本光司（放送時点では大阪ガス硬式野球部の外野手）を単独で1位に指名した。放送時点で増田のような予想を公言していたメディアや阪神ファンは少なかったが、近本は翌25日のドラフト会議で、実際に阪神から1位で指名。翌2019年に入団すると、セントラル・リーグの新人選手における公式戦シーズン最多安打記録（159安打）を樹立したり、リーグ最多の36盗塁を記録したりするなどの活躍でリーグの新人特別賞を受賞した。
  - 増田以外の参加者では、第1回（2017年10月25日放送分）で里崎智也（野球解説者で千葉ロッテマリーンズの元・捕手）が「里崎マリーンズ」名義で安田尚憲（当時は履正社高等学校内野手）、第2回で金子が「金子バファローズ」名義で太田椋（当時は天理高等学校内野手）を1位で指名。実際のドラフト会議では、安田がロッテ、太田がオリックスからの1位指名を受けて入団に至った。

## 当番組がベースの特別番組

### テレビ
- 2019年8月10日（土曜日）14:00 - 14:54『ROAD TO GOLD 東京　2020～疾走するアスリートたちの夏～』（毎日放送の制作[8] によるTBS系列全国ネット番組）
  - 当番組の「キラリート」から派生したスポーツドキュメンタリー。放送日から1年後が2020年東京オリンピックの開催期間中に当たることにちなんで、同大会での出場や活躍が期待される小池祐貴（2019年7月のロンドングランプリ・男子100m決勝で日本人3人目の9秒台を記録した短距離走選手）、羽根田卓也（2016年リオデジャネイロオリンピックのカヌー競技銀メダリスト）、玉井陸斗（12歳の飛込競技選手で2019年の日本室内選手権・男子高飛び込み種目優勝者）に対する密着取材の模様を放送した。
  - スタジオパートには、当番組の「議長」である武井・「レスリング大臣」の吉田沙保里に加えて、千原ジュニアも出演。武井は小池、吉田は羽根田へのインタビュー取材も担当した。

### ラジオ
- 2017年6月18日（日曜日）18:00 - 21:00『MBSベースボールパーク番外編　号外!スポーツ内閣』（MBSラジオから関西ローカル向けに生放送）
  - プロ野球シーズン中にNPBナイトゲームの開催が最初から予定されていない日に放送される『号外ますだスポーツ』（「with Tigers大臣」の増田がメインパーソナリティを務める不定期放送番組）とのコラボレーションによる特別番組。当日が2017年6月の「MBSラジオ　スペシャルウィーク」および、同年のNPBセ・パ交流戦の最終日で、交流戦全6カードがデーゲームとして組まれたこと[注 8] から放送が実現した。
  - 増田に加えて、当番組から金村（「野球大臣」）と稲村[注 9]（「神スウィング大臣」）が登場。『号外ますだスポーツ』で増田のパートナーを務める仙田和吉（毎日放送のスポーツアナウンサー）や、放送日の『MBSベースボールパーク』（ラジオでのNPB公式戦中継バージョン）スタジオアシスタントの市川いずみ[注 10] も出演した。
  - 『号外ますだスポーツ』のリスナー投稿企画「阪神広辞苑」や、阪神の2017年残りシーズンの選手起用に関する討論企画などに加えて、稲村が今後毎日放送制作の阪神戦中継へゲストで出演した場合のキャッチフレーズをリスナーから募集。稲村自身や他の「大臣」が協議したところ、「打っても投げても亜美ってる」（NPBオープン戦・公式戦の始球式に登場する機会が多い稲村の名前に2016年の新語・流行語年間大賞語の「神ってる」を重ねたフレーズ）が採用された。

## ネット局
| 放送対象地域   | 放送局                | 系列    | 放送日時                     | 放送期間                       | 備考       |
| -------------- | --------------------- | ------- | ---------------------------- | ------------------------------ | ---------- |
| 近畿広域圏     | 毎日放送 （MBS）      | TBS系列 | 水曜 23:56 - 翌0:53          | 2016年10月5日 - 2020年9月23日  | 制作局     |
| 青森県         | 青森テレビ（ATV）     | TBS系列 | 水曜 23:56 - 翌0:53          | 2019年10月30日 - 2020年9月23日 | 同時ネット |
| 山形県         | テレビユー山形 （TUY) | TBS系列 | 水曜 23:56 - 翌0:53          | 2018年4月4日 - 2020年9月23日   | 同時ネット |
| 宮城県         | 東北放送 (TBC)        | TBS系列 | 水曜 23:56 - 翌0:53          | 2017年10月4日 - 2020年9月23日  | 同時ネット |
| 長野県         | 信越放送 (SBC)        | TBS系列 | 水曜 23:56 - 翌0:53          | 2017年10月11日 - 2020年9月23日 | 同時ネット |
| 岡山県・香川県 | RSK山陽放送 （RSK）   | TBS系列 | 水曜 23:56 - 翌0:53          | 2017年6月28日 - 2020年9月23日  | 同時ネット |
| 山口県         | テレビ山口 (tys)      | TBS系列 | 水曜 23:56 - 翌0:53          | 2017年10月4日 - 2020年9月23日  | 同時ネット |
| 長崎県         | 長崎放送 (NBC)        | TBS系列 | 水曜 23:56 - 翌0:53          | 2017年1月18日 - 2019年3月27日  | 同時ネット |
| 熊本県         | 熊本放送 (RKK)        | TBS系列 | 水曜 23:56 - 翌0:53          | 2018年10月10日 - 2020年4月29日 | 同時ネット |
| 北海道         | 北海道放送 (HBC)      | TBS系列 | 木曜 0:56 - 1:56（水曜深夜） | 2018年4月5日 - 2020年9月24日   | 1時間遅れ  |
| 宮崎県         | 宮崎放送 (MRT)        | TBS系列 | 土曜 0:25 - 1:20（金曜深夜） | 2017年10月14日 - 2018年3月31日 | 時差ネット |

### 備考
- 生放送を実施する場合には、twitter上の番組公式アカウントを通じて、視聴者からのツイートを募集。放送中に寄せられたツイートの一部を、画面の下側に表示していた。
- 中国放送（RCC）でも、広島東洋カープが関係する回を中心に不定期で放送[注 15] した実績があった。
- 毎日放送では2017年・2018年に、事前収録による長時間の特別番組を、以下のように放送していた。
  - 2017年には、12月30日の23:55から31日0:57および、31日1:27 - 5:00[注 16] に、『年末スペシャル「朝まで戦え!スポーツ内閣」～しゃべっておきたいアワード2017～』を放送。長崎放送でも、31日の0:25まで同時ネットを実施した。
  - 2018年には、『オールザッツミュージック』『オールザッツ漫才』と並ぶ「3夜連続オールザッツ」（長時間の深夜番組シリーズ）の第3弾として、『オールザッツスポーツ内閣』を12月30日の0:40 - 1:55および2:25 - 5:00[注 17] に放送した。